# Дробація банатська
Дробація банатська (Drobacia banatica) — вид черевоногих з родини Helicidae.

## Морфологічні ознаки
Черепашка червоно-рогова, лінзоподібна, з 5,5 і інколи з 6 обертами. Висота черепашки — 14-21 мм, її ширина — 18-34 мм.

## Поширення
Українські Карпати.

## Особливості біології
Вид мешкає в букових, рідше в буково-смерекових лісах з домішкою явора.

## Загрози та охорона
Особини виду травмуються і гинуть при лісогосподарських роботах та випасі худоби. Також зміна складу лісів, унаслідок господарської діяльності.
Заходи з охорони не розроблені.